# Teenage Kicks
Pour le film, voir Teenage Kicks (film).
Teenage Kicks est une chanson de The Undertones écrite par John O'Neill, le guitariste de ce groupe irlandais de pop punk.
En septembre 1978, une première version de Teenage Kicks sort en 45 tours sur le label Good Vibrations situé à Belfast avant que le groupe ne signe pour la maison de disques Sire. La chanson attire l'attention de John Peel, le célèbre animateur de la BBC. Celui-ci considère cette chanson comme la meilleure de tous les temps. Il ne changera pas d'avis jusqu'à sa mort en 2004. D'ailleurs, son épitaphe reprend la première phrase de la chanson «Teenage dreams so hard to beat » . 
A l'automne 1978, Teenage Kicks atteint la 31e place des charts anglais et figure par la suite sur le premier album du groupe qui sort en 1979. Elle est rééditée en 1983 et reste à nouveau deux semaines dans les charts.   
La chanson est représentative d'une pop à la fois énergique et mélodique, formée d'un mur du son de guitares sur laquelle Feargal Sharkey pose sa voix si particulière. Les paroles de Teenage Kicks sont parfois considérées comme emblématiques de l'état d'esprit adolescent, mélange d’excitation et de frustration sexuelles. Elles témoignent de la volonté des Undertones d'ignorer sciemment le contexte politique de l'Irlande du nord.
La chanson est notamment reprise par le groupe Nouvelle Vague sur son premier album éponyme (1994).